# Vlková
Vlková (allemand : Farksdorf ) est un village de Slovaquie situé dans la région de Prešov.

## Histoire
Première mention écrite du village en 1278.

## Démographie

### Évolution de la population
| Année:               | 1994. | 2004.   | 2014.    | 2024.    |
| -------------------- | ----- | ------- | -------- | -------- |
| Nombre de personnes: | 600   | 649     | 728      | 976      |
| Différence:          |       | +8,16 % | +12,17 % | +34,06 % |

| Année:               | 2023. | 2024.   |
| -------------------- | ----- | ------- |
| Nombre de personnes: | 952   | 976     |
| Différence:          |       | +2,52 % |

## Géographie
Vlková est situé à 679 m d’altitude, et couvre une superficie de 11,815 km2.

## Monuments
Dans ou à proximité du village, on peut observer les deux châteaux de la famille Wieland, de style baroque tardif à Renaissance, ainsi qu’une église catholique construite en 1779.